# Обердорла
Обердорла (нем. Oberdorla) — коммуна в Германии, в земле Тюрингия. 
Входит в состав района Унструт-Хайних. Подчиняется управлению Фогтай.  Население составляет 2130 человек (на 31 декабря 2010 года). Занимает площадь 19,70 км². Официальный код  —  16 0 64 051.